# El Olivo
El Olivo är en ort i Mexiko.   Den ligger i kommunen Ixmiquilpan och delstaten Hidalgo, i den sydöstra delen av landet, 130 km norr om huvudstaden Mexico City. El Olivo ligger 2 069 meter över havet och antalet invånare är 373.
Terrängen runt El Olivo är huvudsakligen kuperad, men söderut är den platt. Terrängen runt El Olivo sluttar söderut. Runt El Olivo är det ganska tätbefolkat, med 155 invånare per kvadratkilometer. Närmaste större samhälle är Ixmiquilpan, 14,9 km söder om El Olivo. Trakten runt El Olivo består i huvudsak av gräsmarker.